# عذراء (مسلسل)
عذراء، مسلسل دراما كويتي أنتج عام 2019. وهو من إخراج محمد القفاص وقصة وسيناريو وحوار (محمد وعلي شمس).

## القصة
تدور قصته حول الإهمال الأسري الذي عاشته الطفلة عذراء وما سبب لها من مشاكل ونكسات مؤلمة في حياتها مما اثر عليها في مستقبلها والذي حدث لم يكن في الحسبان.